# 三好隆
三好 隆（みよし たかし、1951年7月28日 - ）は、香川県綾歌郡綾川町出身のプロゴルファー。タニヤゴルフ所属。主にシニアツアーに参戦。 

## 経歴
- 1978年にプロテスト合格。
- レギュラー時代はほとんど無名の選手だったが、シニア入りしてパターを長尺に変えてから大きく開花させた。
- 高松商業高校時代は野球部に所属し甲子園に出場。

## 主な優勝大会
- 2002年 キョーエイ産業鷹の巣シニア
- 2003年 アデランスウェルネスオープン、オールドマンパーシニア
- 2004年 アサヒ緑健カップTVQシニア、オールドマンパーシニア
- 2005年 ファンケルクラシック、オーベルストシニア、アルデプロカップ
- 2006年 鬼ノ城シニア、HTBシニア、フィフティズキッズ
- 2008年 PGA HANDA CUP フィランスロピーシニアトーナメント[1]
- 2012年 ISPS HANDA CUP 灼熱のシニアマスターズ[2]